# Lavinia

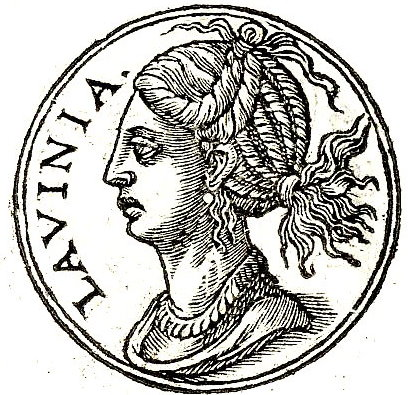
Efigie de Lavinia en una medalla del Promptuarii Iconum Insigniorum (1553), de Guillaume Rouillé.

Lavinia era hija de Latino, el rey de los latinos, y de Amata.
Después de la guerra de Troya, y tras superar numerosos obstáculos, Eneas llegó al Lacio (península itálica). Allí estableció una alianza con el rey. Además se unió a Lavinia, que había sido pretendida por Turno, el rey de los rútulos. Como Lavinia no se casó con él, Turno luchó contra Eneas y, según la versión de Virgilio, Eneas venció con la ayuda de su madre, la diosa Venus, con unas armas que le había regalado.
Lavinia y Eneas se casaron y tuvieron un hijo, al cual llamaron Silvio. Eneas fundó una ciudad, Lavinio, en honor a su esposa.
Lavinia aparece en el poema de Virgilio un total de 11 veces y no habla ni una sola vez. La escritora Ursula K. Le Guin le dio voz y vida en la novela Lavinia (2008).